# Réformistes de Voïvodine

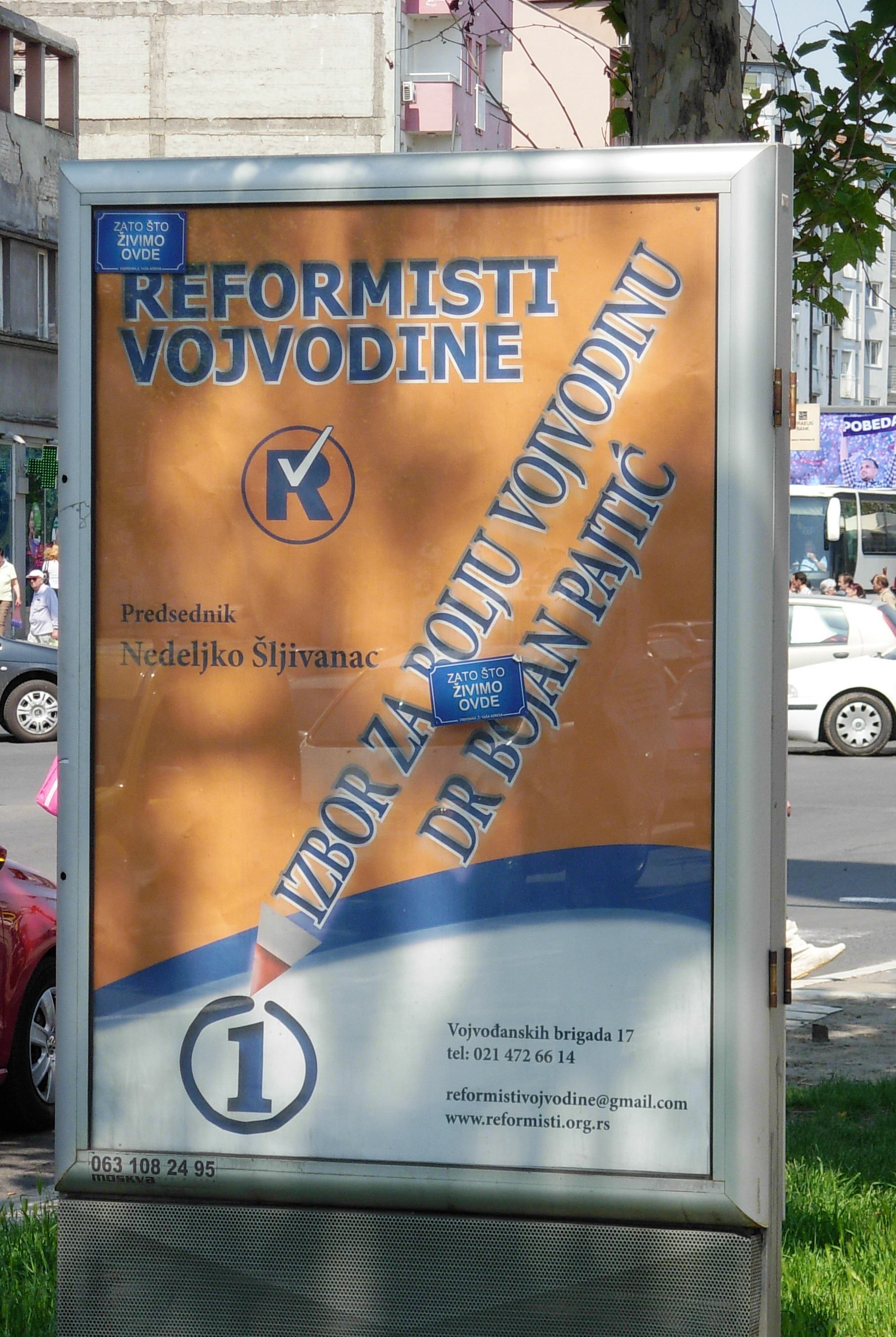
Un pano présentent la politique réformistes de Voïvodine durant l'élection en Serbie de 2012.

Les Réformistes de Voïvodine (en serbe : Реформисти Војводине et Reformisti Vojvodine) sont un parti politique serbe de la province autonome de Voïvodine. Il a longtemps été dirigé par Miodrag Isakov ; il est aujourd'hui présidé par Nedeljko Šljivanac.
Aux élections provinciales de Voïvodine qui ont eu lieu le 19 septembre 2004, les Réformistes de Voïvodine ont remporté deux sièges à l'Assemblée de la province autonome de Voïvodine. À l'élection présidentielle serbe de 2008, le parti a soutenu le président sortant Boris Tadić au second tour.